# Camponotus candiotes
Camponotus candiotes é uma espécie de inseto do gênero Camponotus, pertencente à família Formicidae.